# آداموف، شهرستان خه‌اوم
آداموف، شهرستان خه‌اوم (به لاتین: Adamów, Chełm County) در لهستان است که در Gmina Rejowiec واقع شده‌است.